# Vertrouwen (schip, 1904, Echtenerbrug)
De VERTROUWEN is een Friese tjalk en passagiersschip dat voldoet aan de eisen van een varend monument, ware het niet dat het nog in de beroepsvaart werkzaam is als charterschip van de bruine vloot en niet is ingeschreven in het Register Varend Erfgoed Nederland.
Bekend is dat schipper Bos nog vracht door heel het land vervoerde. Na zijn overlijden heeft de weduwe Bos nog jaren aan boord gewoond en leidde een zwervend bestaan door noordelijk Nederland. In 1990 is het schip gerestaureerd en geschikt gemaakt voor zeilvakanties.
De huidige eigenaren hebben een professionele achtergrond in de jeugdhulpverlening. Het schip vaart tegenwoordig naast de "reguliere" verhuur met jongeren, die tussen wal en schip vielen en mensen met een verstandelijke beperking, in groepen van maximaal 12 personen.

## Liggers Scheepmetingsdienst[3]
| Meetnummer  | District en volgnr. | Meetdatum         | Meetplaats | Lengte (m) | Breedte (m) | Inzinking (m) | Waterverplaatsing (ton) | Naam       | Eigenaar       | Domicilie |
| ----------- | ------------------- | ----------------- | ---------- | ---------- | ----------- | ------------- | ----------------------- | ---------- | -------------- | --------- |
| Zs58N       | Zwartsluis 58       | 16 september 1904 | Zwartsluis | 22 m 63 cm | 4 m 81 cm   | –             | 121,082 ton             | ANNECHIENE | G. Weerman     | Lemmer    |
| Andere naam |                     |                   |            |            |             |               |                         | DOLPHIJN   |                |           |
| Andere naam |                     |                   |            |            |             |               |                         | VERTROUWEN | Jan Vredenburg | Meppel    |
| R10447N     | Rotterdam 10447     | 23 juli 1937      | Maastricht | 22 m 79 cm | 4 m 81 cm   | –             | 121,348 ton             | VERTROUWEN | P. Bos         | Hoogezand |